# Chiesa di Santa Maria della Grazia (Caltanissetta)
La chiesa di Santa Maria della Grazia, detta anche chiesa della Madonna della Grazia o chiesa della Grazia, è un edificio religioso di Caltanissetta.

## Storia

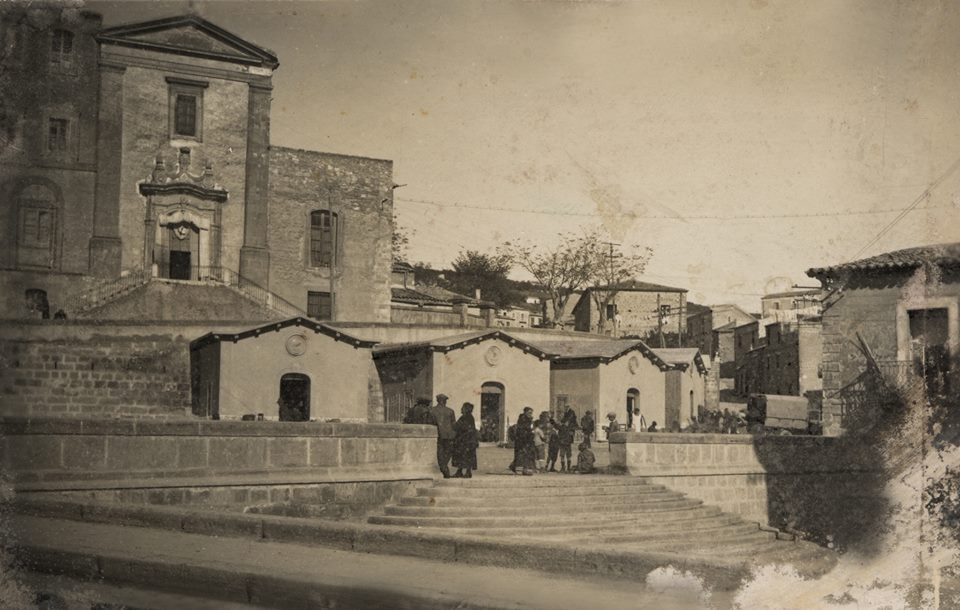
La chiesa nella prima metà del Novecento

La costruzione della chiesa ebbe inizio nel 1620 nello stesso luogo in cui sorgeva una cappella votiva dedicata alla Madonna della Grazia, e dieci anni dopo risultava già completa e aperta al culto. Nel 1623 i giurati della città concessero il terreno adiacente ai padri agostiniani per costruirvi un convento, il cui atto di fondazione risale al 1624; la costruzione iniziò nel 1626, secondo la tradizione con la posa della prima pietra da parte del principe Luigi Guglielmo I Moncada, la cui famiglia aveva promosso l'arrivo degli agostiniani a Caltanissetta.
Nonostante fosse una chiesa extraurbana, divenne molto frequentata dal ceto borghese della città; ne sono testimonianza le numerose sepolture illustri.
Nel 1866, con la soppressione degli ordini religiosi, il convento fu confiscato, ampliato, e destinato in parte a sede dell'istituto tecnico, e in parte a caserma della guardia doganale; nel 1882 vi fu inaugurato l'orfanotrofio Maddalena Calafato. Gli ampliamenti continuarono anche nel Novecento, e riguardarono il cimitero che sorgeva alle spalle della chiesa.
Tra il 2013 e il 2014 la chiesa è stata oggetto di un restauro che ha previsto tra gli altri il ripristino dello scalone esterno, sostituito nel dopoguerra da un ballatoio in cemento armato, e il recupero degli stucchi interni.

## Descrizione

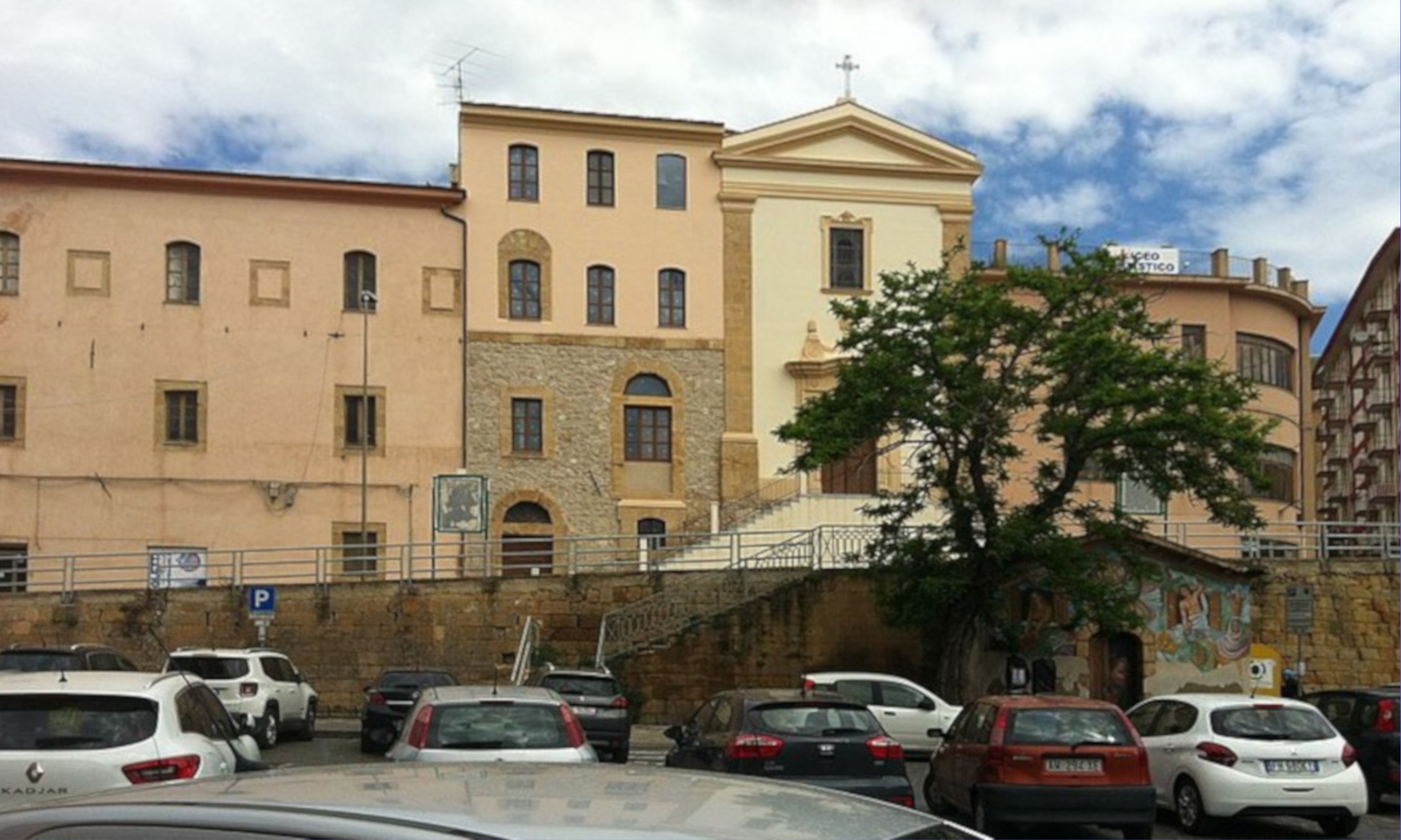
La chiesa l'ex-convento nel 2018

Ormai inglobata nel tessuto urbano, si trova al margine occidentale del centro storico, nella zona detta Canalicchio, sulla vecchia strada per Palermo, oggi via Maddalena Calafato. Il prospetto della chiesa si trova sopraelevato rispetto al piano stradale, al quale è collegato tramite uno scalone esterno. La chiesa ha unica navata con altari laterali e con una volta a botte riccamente decorata da stucchi risalenti al 1840. L'altare maggiore conserva il quadro della Madonna della Grazia di Pietro Antonio Novelli, padre del più famoso Pietro.